# Rund um den Henninger-Turm 1966
Il Rund um den Henninger-Turm 1966, quinta edizione della corsa, si svolse il 19 maggio su un percorso di 221 km, con partenza e arrivo a Francoforte sul Meno. Fu vinto dal britannico Barry Hoban della squadra Mercier-BP-Hutchinson davanti ai belgi Walter Godefroot e Willy Planckaert.

## Ordine d'arrivo (Top 10)
| Pos. | Corridore        | Squadra                    | Tempo    |
| ---- | ---------------- | -------------------------- | -------- |
| 1    | Barry Hoban      | Mercier-BP-Hutchinson      | 5h42'20" |
| 2    | Walter Godefroot | Wiel's-Gancia-Groene Leeuw | a 38"    |
| 3    | Willy Planckaert | Romeo-Smiths-Plume Sport   | s.t.     |
| 4    | Michael Wright   | Wiel's-Gancia-Groene Leeuw | s.t.     |
| 5    | Gerben Karstens  | Televizier-Batavus         | s.t.     |
| 6    | Ward Sels        | Solo-Superia               | s.t.     |
| 7    | Wilfried Peffgen | Ruberg-Continental         | s.t.     |
| 8    | Noël Vanclooster | Mann-Grundig               | s.t.     |
| 9    | Rik Wouters      | Televizier-Batavus         | s.t.     |
| 10   | Cees Haast       | Televizier-Batavus         | s.t.     |